# Буджак
Буджа́к (тур. Bucak — «кут», гаг. Bucak, рум. Bugeac), що включає Аккерма́нщину та частково Подунав'я — історична область на півдні України між гирлами Дунаю, Дністра та Чорним морем.
Для Буджака характерні рівнинний рельєф та степовий ландшафт, посушливий клімат. Попри наявність на цій території комплексу великих прісних водойм, загалом вона характеризується нестачею водних ресурсів.
Для морського узбережжя Буджака характерна наявність низки великих солоноводних та солонуватоводних лиманів: Сасик, Бурнас, Шагани та інші.
Загальна площа регіону — 12,4 тисячі км².
Нині Буджак складає частину Одеської області, межує на півночі й заході з Молдовою, на півдні — з Румунією, на сході омивається Чорним морем і сполучається з рештою України.

## Походження назви
У середньовіччі цей регіон називався д.-рус. Ѫгълъ (укр. Вугол), що було транскрибовано грецькою як Ονγλοζ. Татари ж звали його Буджак (крим. Bucak), що є перекладом слов'янської назви.
Історично Буджак був південним степовим регіоном Молдови. Його північною межею був Північний Траяновий вал, південною — річка Дунай та Чорне море, західною — горби Тіґеч (на схід від Пруту), східною — річка Дністер. Ця земля була відома як Бессарабія до 1812 р., коли цю назву дали всій території між Прутом і Дністром, разом з Буджаком. У Середньовіччі цей термін (у географічному сенсі) охоплював або не охоплював (якщо малися на увазі землі, залюднені ногайськими татарами) околиці Аккермана (нині Білгород-Дністровський), Бендер та Кілії. Після радянської окупації Бессарабії (1940 р.) її південна частина відійшла до Української РСР, проте більша частина відійшла до Молдавської РСР. Саме ту частину, що відійшла до Української РСР, тепер називають Буджаком, хоча вона й не містить усіх територій, що раніше були відомі під цією назвою.
Після 1812 р. термін Бессарабія почав уживатися для окреслення частини Молдови на схід від р. Прут, отже Буджак іноді називається Південною Бессарабією.
Окрім терміна Південна Бессарабія, іноді застосовуються такі назви: болгарська Бессарабія, Аккерманщина, Південна Одещина.
Назви в деяких інших мовах: болг. Буджак, пол. Budziak, рум. Bugeac, тур. Bucak.
|                                                                                                 | ...Буджак — країна (тур. Bucak, читається «Буджак» — «Кут»). Низинна рівнина, покрита степом, розташована між долішньою течією Дністра та дельтою Дунаю і берегом Чорного моря (від цього й назва «Кут»). Основні міста Аккерман (Білгород) та Кілія, захоплені османами 1484 р. Решта Буджаку була завойована османами 1538 р. Тоді кримський хан розселив тут кілька татарських родів, що кочували по Буджаку і часто нападали на Поділля. Формально буджацькі татари підпорядковувалися кримському ханові як васалові султана. Хан надсилав до Буджаку своїх намісників, але переважно татари були фактично незалежні. У 20-х роках XVII ст. підпорядковувалися султанові, 1637 р. — знову ханові… |
| — Опис України, 1660. Гійом Левассер де Боплан, фр. (переклад укр.Я. І. Кравця, З. П. Борисюк). | |

| | Буджяк, Буджак. Так звалася була земля ногайців чи татар буджацьких, багата на солоні озера, лимани; місцевість нага, пуста, де води прісної бракує, в сьогоднішній Бессарабії. Без мала Б. степи займали пов. Кагульський, Аккерманський, Бендерський, Ізмаїльський. То гніздо буджацьких татар, осілих між добруджанськими на півд. і очаківськими над морем, данників османів і підлеглих ханові своєму, у XVIII в. зайняли прибульці-осадники. Слово «буджак» значить турецькою «кут». Оригінальний текст (пол.) Budziak, Budżak. Tak się zwała była ziemia Nogajców czyli tatarów budziackich, obfitująca w jeziora słone, limany; miejscowość naga, pusta, wody słodkiej brak, w dzisiejszej Bessarabii. Mniej więcej B. stepy zajmowały pow. Kagulski, Akkermański, Benderski, Izmailski. To gniazdo tatarów budziackich, osiadłych między tatarami dobruckiemi na płd. i oczakowskiemi nad morzem, hołdujących turkom i podległych hanowi swemu, w XVIII w. zajęli przybysze-osadnicy. Wyraz "budżak" znaczy po turecku "kąt". |
| — Budziak // Słownik geograficzny Królestwa Polskiego. — Warszawa : Druk «Wieku», 1880. — Т. I. — S. 446. (пол.) | |

## Історія

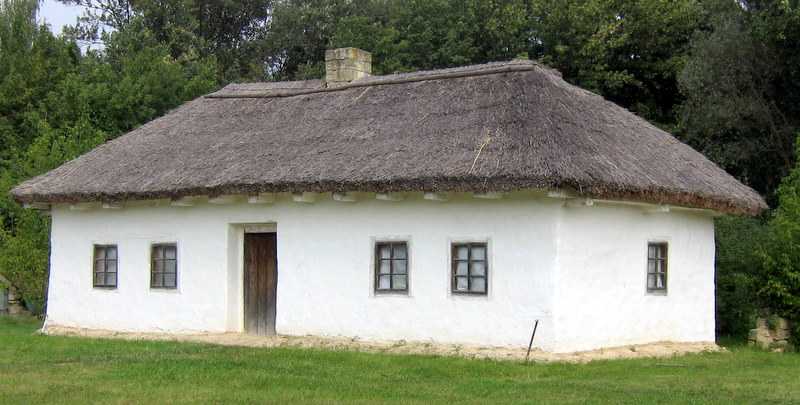
Музей народної архітектури та побуту України, хата з села Старокозаче, Одеська область.

### Рання історія

Реконструкція символу з печатки Усть-Дунайського Буджацького козацького війська.

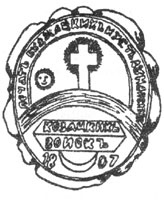
Печатка Усть-Дунайського Буджацького козацького війська.

Культура Буджака, як частини північно-західного причорноморського регіону вважається важливою в контексті Ямної культури Понтійського степу, що датується 3600—2300 роками до н. е. Зокрема, Буджак міг дати початок Балкано-Карпатському різновиду Ямної культури.
У часи класичної античності Буджак був заселений тираґетами, бастарнами, скіфами й роксоланами. У VI ст. до н. е. давні греки започаткували колонію Тіра на гирлі Дністра. Близько II ст. до н. е. кельтське плем'я оселилося біля сучасної Орлівки.
Терени Буджака, землі північного нижнього Дунаю давньогрецький географ Страбон описував як «пустелю гетів», хоча за новітніми археологічними дослідами в той час ці землі були залюднені осілими землеробами; серед них були даки та дако-римляни, і сармати-кочівники, які теж перебували в цих землях.
Римляни здобули ці землі в I ст. н. е., перебудували Тіру й Аліобрікс. Як і в решті портових міст на Чорному морі, місцева людність засвоїла суміш грецької та римської культур. Грецька мова була здебільшого мовою торгівлі, а латинська — мовою політики. По розділі Римської імперії ці землі відійшли Східній Римській імперії (Візантії).

### Хронологія
В античні часи Буджак був заселений фракійськими племенами.
VI ст. до н. е. на ці терени просуваються скіфи зі сходу.
IV ст. до н. е. до Бессарабії з правого берегу Дунаю переселяються гети та даки.
106 р. Після воєн даків з Римом їхня держава була включена до римської провінції Дакія.
ІІІ—VI ст. до Бессарабії переселялися племена готів, слов'ян, гуннів, болгар, аварів.
У ранньому середньовіччі Буджак та Ногайські степи населяли уличі та тиверці.
IX—X ст. південна частина Бессарабії (Буджак) перебувала у складі Болгарського царства, однак після походів Святослава на Дунай Бессарабія потрапила під владу київських, пізніше — галицько-волинських князів.
У Південній Бессарабії (Буджаку) кочували печеніги та половці.
XIII ст. тут оселяються татари.
XIV—XV ст. терени Південної Бессарабії були відвойовані у татар правителями Молдавського князівства.
XV ст. на територію Бессарабії проникають війська Османської імперії.
XVII—XVIII ст. на території Буджака розташовувались кочів'я Буджацької або Білгородської орди, з якою вели запеклу боротьбу запорізькі козаки.
Буджак входив до складу Османської імперії до 1812 року.
З травня 1812 року, згідно з Бухарестською мирною угодою між Російською імперією та Османською імперією, відійшов до Російської імперії.
У 1918–1940 роках входив до складу Румунського королівства.
У 1940 році захоплений радянськими військами і, відповідно до пакту Молотова — Ріббентропа, відійшов до СРСР — Української РСР. Після цього був поділений на 13 адміністративних районів, з яких 7 серпня 1940 р. була сформована Аккерманська область.
З 7 грудня 1940 р. Буджак входив до складу Ізмаїльської області.
З 19 липня 1941 р. до 25 серпня 1944 р. територія Ізмаїльської області захоплена румунськими та німецькими військами. Від серпня 1941 р. до серпня 1944 р. територія Буджака офіційно входила до складу Румунського королівства — Губернаторство Бессарабія.
У лютому 1947 року СРСР та Румунія підписали мирний договір, який закріпив входження до УРСР Північної Буковини, Хотинщини та Буджаку.
15 лютого 1954 р. у зв'язку зі скасуванням Ізмаїльської області територія Буджака увійшла до складу сучасної Одеської області.

### Адміністративно-територіальний поділ
- 16 ст. — Золота орда → Ногайська орда → Мала Ногайська орда → Білгородська орда
- 17—18 ст. — Османська імперія \ Сілістра (еялет) \ Аккерманська каза \ Буджацька орда
- 1818 — Російська імперія \ Новоросія \ Бессарабська область \ Аккерманський повіт \
- 1828 — Російська імперія \ Новоросійська губернія \ Аккерманський повіт \
- 1856 — Османська імперія \ Молдовське князівство
- 1858 — Османська імперія \ Об'єднане князівство Волощини і Молдови
- 1859 — Османська імперія \ Князівство Румунія
- 1873–1918 — Російська імперія \ Новоросійська група \ Бессарабська губернія \ Буджак (історична область) \

1. Аккерманський повіт
2. Ізмаїльський повіт

- 1918–1940 — Румунське королівство \ округ Буджак (рум. judetele Bugeacului)

1. Аккерманський жудець (рум. Judeţul Cetatea Albă)[3]
2. Ізмаїльський жудець (рум. Judeţul Ismail)[4]

- 07.08.1940 — СРСР \ УРСР \ Буджак (історична область)\ Аккерманська область
- 07.12.1940 — СРСР \ УРСР \ Буджак (історична область)\ Ізмаїльська область
- 1941–1944 — Румунське королівство \ Губернаторство Бессарабія \ округ Буджак (рум. judetele Bugeacului)\

1. Аккерманський жудець (рум. Judeţul Cetatea Albă)
2. Ізмаїльський жудець (рум. Judeţul Ismail)
3. Кілійський жудець (рум. Judeţul Chilia)

- 1944–1954 — СРСР \ УРСР \ Буджак (історична область)\ Ізмаїльська область
- 15.02.1954 — СРСР \ УРСР \ Одеська область \ Буджак (історична область)\ райони

1. Арцизький район
2. Болградський район
3. Бородинський район
4. Лиманський район
5. Ново-Іванівський
6. Кілійський район
7. Ренійський район
8. Саратський район
9. Старо-Козацький район
10. Суворівський район
11. Тарутинський район
12. Татарбунарський район
13. Тузлівський район

- 1969 — СРСР \ УРСР \ Одеська область \ Буджак (історична область) \ (районування колишньої Ізмаїльської області) \

1. Арцизький район
2. Білгород-Дністровський район
3. Болградський район
4. Ізмаїльський район
5. Кілійський район
6. Ренійський район
7. Саратський район
8. Тарутинський район
9. Татарбунарський район

- 24 серпня 1991 — Україна \ Одеська область (9 районів області із 26)\ Буджак (історична область)

1. Арцизький район
2. Білгород-Дністровський район
3. Болградський район
4. Ізмаїльський район
5. Кілійський район
6. Ренійський район
7. Саратський район
8. Тарутинський район
9. Татарбунарський район

2020 — Україна \ Одеська область — Сучасні райони після реформи децентралізації
1. Березівський район
2. Білгород-Дністровський район
3. Болградський район
4. Ізмаїльський район
5. Одеський район
6. Подільський район
7. Роздільнянський район

## Населення

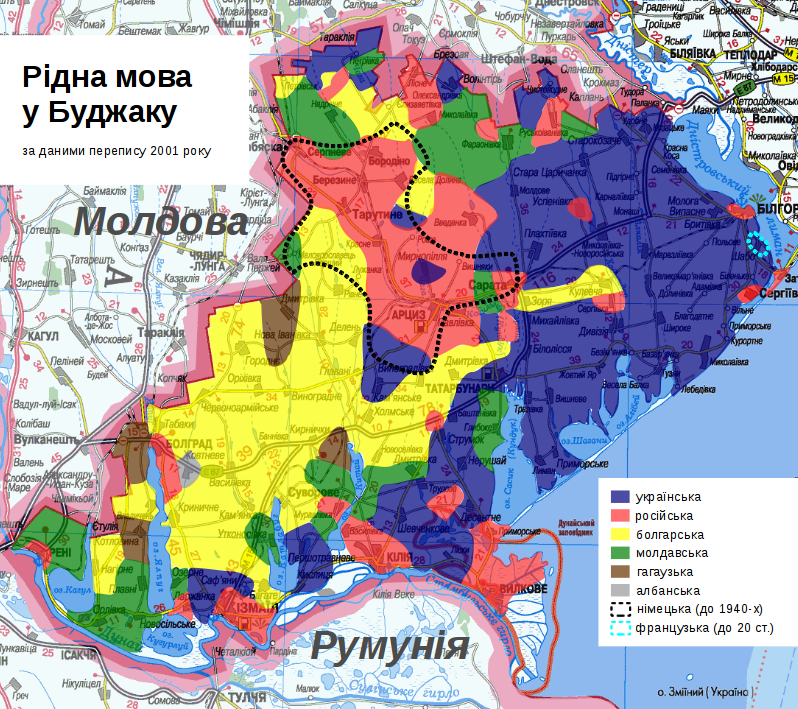
Найпоширеніша рідна мова у громадах Буджака за переписом 2001 р.

За переписом населення України в 2001 році, населення Буджаку становило 617 400 осіб, у 2012 році воно знизилося до 577 574.
За національним складом Буджак є одним з найрізноманітніших регіонів України.
Згідно зі Всеукраїнським переписом населення (2001), Буджак має населення 617 400 осіб, розподілених серед етнічних груп таким чином: українці 248 000 (40,2 %), болгари 129 000 (20,9 %), росіяни 124 500 (20,2 %), молдовани 78 300 (12,7 %) і гагаузи 24 700 (4 %)  [Архівовано 20 жовтня 2013 у Wayback Machine.](таблиця нижче). Загальна чисельність населення Одеської області за Всеукраїнським переписом 2001 року — 2 469 000 осіб.
Основні етнічні групи Буджака нині — це українці, болгари, росіяни, молдовани й гагаузи. У Середньовіччі регіон був залюднений ногайськими татарами та молдованами (волохами), але пізніше, у XIX ст., коли регіон був частиною Російської імперії, він став рідною домівкою для багатьох інших етнічних груп, як-от бессарабські болгари, бессарабські німці, гагаузи, та росіяни-липовани, що розселялися компактними групами.
Тюркомовні ногаї, за віровизнанням мусульмани, що панували в регіоні до його приєднання до Російської імперії, були змушені залишити його й оселилися на Кавказі, у Добруджі (і в румунській, і в болгарській її частині), а також у сучасній Туреччині.
На Буджаку також проживали численні бессарабські німці, вихідці з Вюртембергу та Пруссії, що оселилися тут після приєднання цих земель до Російської імперії. Вони були виселені під час радянсько-нацистських обмінів населенням після 1940 р. Ці «німці з-поза Німеччини», або фольксдойче, розселилися головним чином в окупованій нацистами Польщі й після закінчення Другої світової війни мусили переселятися ще раз.
| Національний склад Буджака (перепис 2001 року) | Національний склад Буджака (перепис 2001 року) | Національний склад Буджака (перепис 2001 року) | Національний склад Буджака (перепис 2001 року) | Національний склад Буджака (перепис 2001 року) | Національний склад Буджака (перепис 2001 року) | Національний склад Буджака (перепис 2001 року) | Національний склад Буджака (перепис 2001 року) |
|                                                | Населення                                      | Українці                                       | Росіяни                                        | Болгари                                        | Молдовани                                      | Гагаузи                                        | Інші                                           |
| ---------------------------------------------- | ---------------------------------------------- | ---------------------------------------------- | ---------------------------------------------- | ---------------------------------------------- | ---------------------------------------------- | ---------------------------------------------- | ---------------------------------------------- |
| Білгород-Дністровський                         | 58 436                                         | 62,9 %                                         | 28,2 %                                         | 3,7 %                                          | 1,9 %                                          | 0,4 %                                          |                                                |
| Ізмаїл                                         | 84 815                                         | 38,0 %                                         | 43,7 %                                         | 10,0 %                                         | 4,3 %                                          | 0,9 %                                          |                                                |
| Арцизький район                                | 51 251                                         | 27,4 %                                         | 22,5 %                                         | 39,0 %                                         | 6,3 %                                          | 1,8 %                                          |                                                |
| Білгород-Дністровський район                   | 62 255                                         | 81,9 %                                         | 8,8 %                                          | 1,2 %                                          | 6,2 %                                          | 0,3 %                                          |                                                |
| Болградський район                             | 73 991                                         | 7,5 %                                          | 8,0 %                                          | 60,8 %                                         | 1,5 %                                          | 18,7 %                                         |                                                |
| Ізмаїльський район                             | 54 550                                         | 28,9 %                                         | 16,1 %                                         | 25,7 %                                         | 27,6 %                                         | 0,4 %                                          |                                                |
| Кілійський район                               | 58.707                                         | 44,6 %                                         | 30,0 %                                         | 4,3 %                                          | 15,8 %                                         | 3,8 %                                          |                                                |
| Ренійський район                               | 39 903                                         | 17,7 %                                         | 15,1 %                                         | 8,5 %                                          | 49,0 %                                         | 7,9 %                                          |                                                |
| Саратський район                               | 49 911                                         | 43,9 %                                         | 15,9 %                                         | 20,0 %                                         | 19,0 %                                         | 0,3 %                                          |                                                |
| Тарутинський район                             | 45 175                                         | 24,5 %                                         | 13,9 %                                         | 37,5 %                                         | 16,5 %                                         | 6,0 %                                          |                                                |
| Татарбунарський район                          | 41 573                                         | 71,3 %                                         | 6,4 %                                          | 11,5 %                                         | 9,4 %                                          | 0,2 %                                          |                                                |
| Райони Буджака                                 | 620 567                                        | 40.2 %                                         | 20.2 %                                         | 20.9 %                                         | 12.7 %                                         | 4.0 %                                          |                                                |

Українці переселялися на Буджак з різних історико-етнографічних регіонів України. Внаслідок чого, як вважають сучасні дослідники, у цьому регіоні склалися різні етносоціальні й етнокультурні групи українців: «райки» — вихідці з Буковини та Поділля, «руснаки» — українці, вихідці з Хотинського повіту та Західної України та «козаки» — українці, нащадки запорізьких та задунайських козаків.
Також на території Буджака фіксують українців з Наддніпрянщини. У результаті внутрішньої акультурації (між різними групами українців) та зовнішньої — з носіями інших сусідніх культур: болгарською, російською-старообрядною, молдавською, гагаузькою, грецькою та ін. та внаслідок адаптації до місцевих природно-географічних умов, у буджацьких українців сформувалася виразна регіональна культура.

## Буджак на мапах

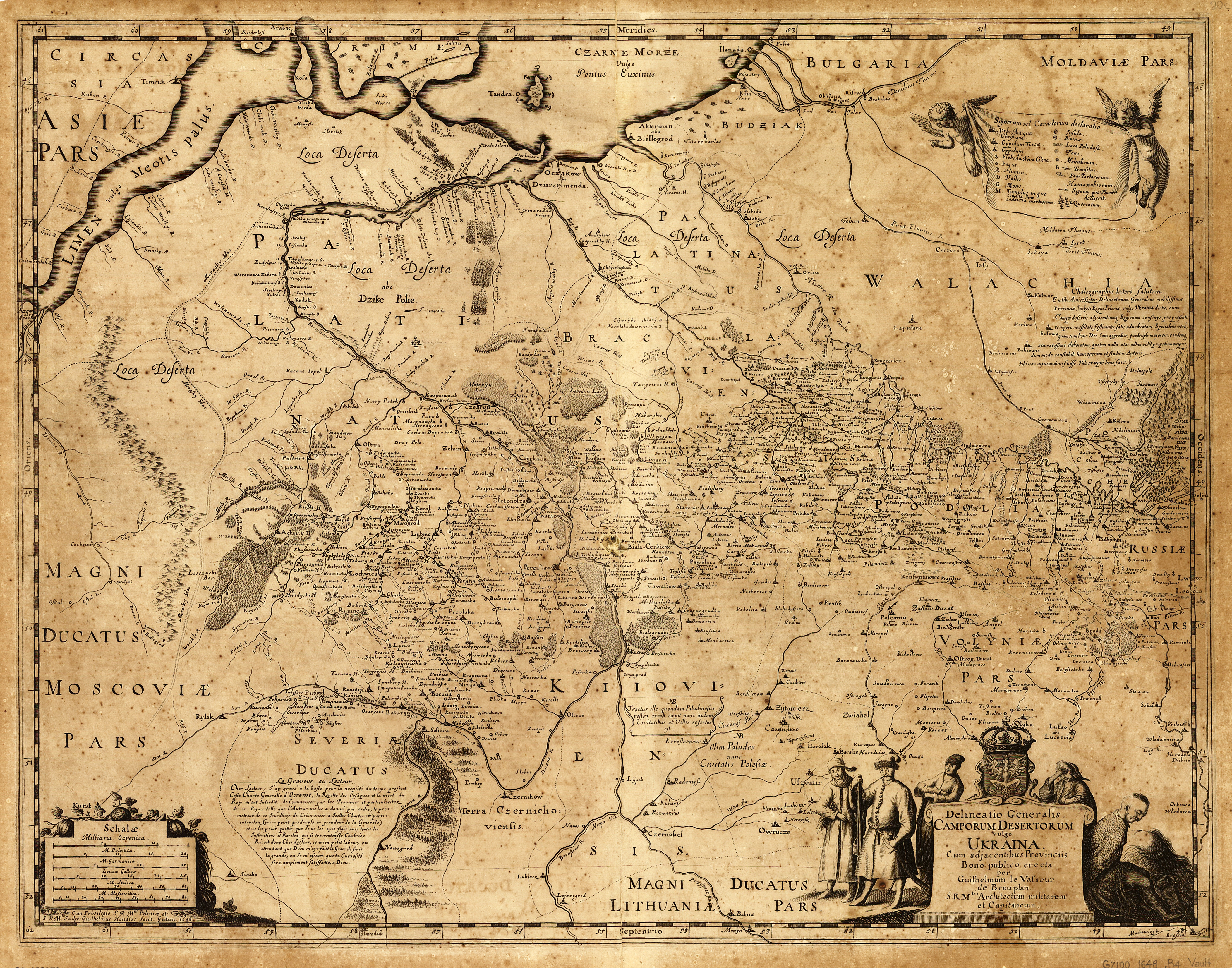
* 1648 — лат. Budziak Генеральна карта України Боплана, 1648
* 1692 — фр. Tartares de Budziak
* 1697 — нім. Tartaria Budziacensis
* 1722 — швед. Budziac
- * 1745 — рос. дореф. Буджакъ
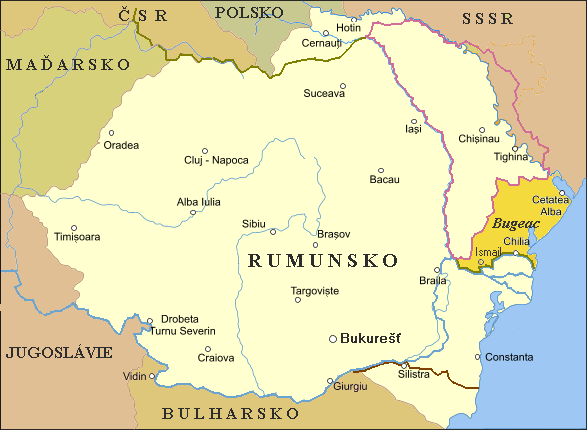
1930 Буджак.
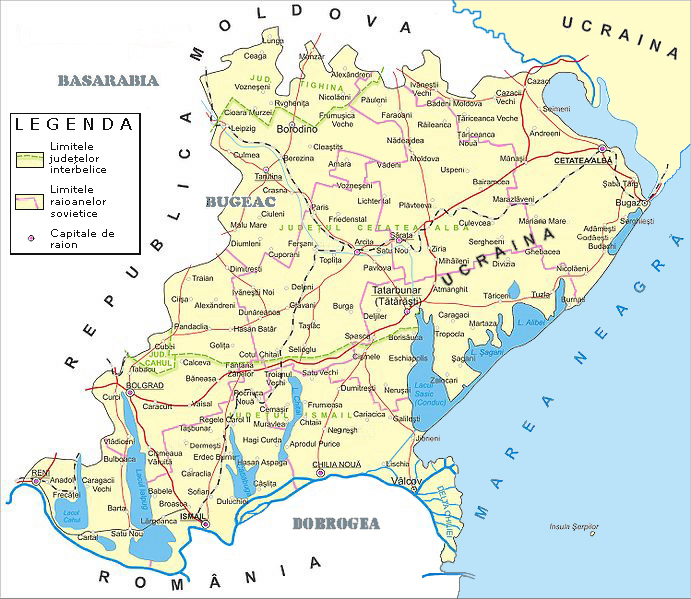
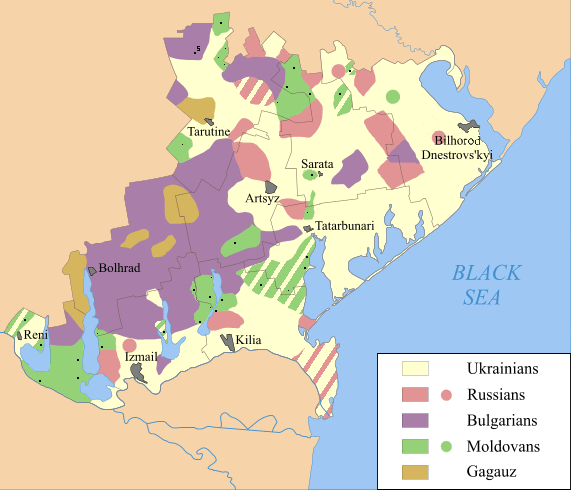
2001 Буджак. Етнічна структура
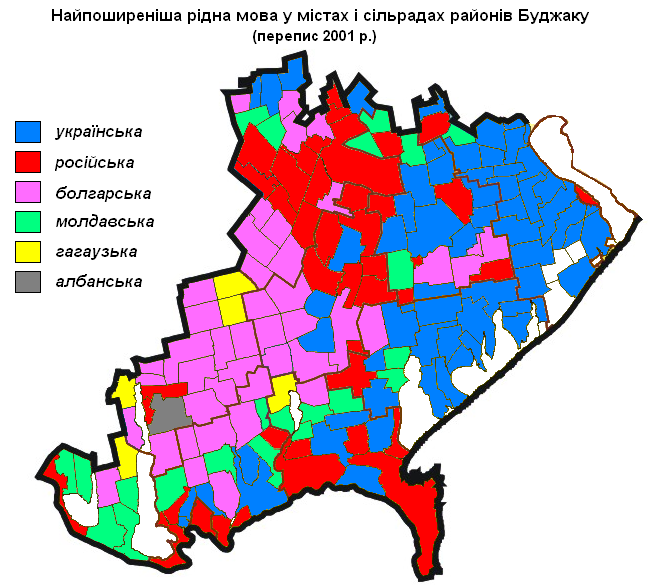
2001 Буджак. Рідні мови за сільрадами та містами.